# Abd ül-Hamid II
Abdülhamid II (Osmanska: عبد الحميد ثانی, `Abdü'l-Ḥamīd-i sânî), född 21 september 1842, död 10 februari 1918, var det Osmanska rikets 34:e sultan, och den siste sultanen att regera över riket som var på väg att falla samman.
Under hans regeringstid skedde flera uppror i olika regioner, inte minst på Balkan, och det rysk-turkiska kriget (1877–1878), vilket man förlorade. Han besteg tronen den 31 augusti 1876 och styrde landet fram tills han avsattes 27 april 1909, strax efter Ungturkarnas revolution 1908.
Som ett resultat av avtalet med de pro-konstitutionella Unga osmanerna tillkännagavs den första osmanska konstitutionen den 23 december 1876, vilket gav ett intryck av att han skulle stödja demokratiseringsprocessen i landet. Men kort därpå förklarade han sina meningsskiljaktigheter med parlamentet, och både skyddade konstitutionen och stängde parlamentet 1878. Efter att ha stängt församlingen förstärkte han sin makt och kontroll över riket.
Ansträngningar för att modernisera det osmanska riket fortsattes av Abd ül-Hamid II. Förutom flera byråkratiska reformer genomfördes flera projekt, som utbyggnad av Rumeli-banan och den anatoliska järnvägen, byggandet av Bagdad-banan och Hicaz-järnvägen under denna period. Dessa järnvägsbanor och telegrafsystem utvecklades av tyska företag. År 1898 öppnades den första lokala juridikskolan i modern mening, och befolkningen registrerades och kontroll över pressen ökade. De mest omfattande reformerna ägnades åt utbildning: många yrkesskolor inrättades, inklusive skolor för juridik, konst, handel, civilingenjör, veterinärmedicin, tull, jordbruk och lingvistik. Även om han stängde Istanbuls universitet år 1881, bestämde han sig för att öppna det igen år 1900, och stärka landets utbildningsväsende med fler grundskolor, gymnasier och militärskolor. Osmanska rikets sjunkande ekonomi under denna perioden kom att leda till upprättandet av Düyûn-ı Umûmiye under Abd ül-Hamids första regeringsår.

## Ungdom
Abd ül-Hamid II var son till sultan Abd ül-Mecid I. Abd ül-Hamid II:s mor Tirimüjgan Sultan dog när han bara var tio år. Faderns andra hustru, den barnlösa Piristû Kadın Efendi, kom därefter att ta hand om honom, och uppfostrade honom som vore han hennes eget barn. Hans farbror Abd ül-Aziz, som tog sin plats på tronen efter broderns död, var mycket intresserad av Abd ül-Hamids utbildning med de andra prinsarna. Han tog Abd ül-Hamid med sig på sin europeiska resa år 1867.

## Utmärkelser
- Riddare av Gyllene skinnets orden
- Storkommendör av Hohenzollerns kungliga husorden
- Kungliga orden av Kamehameha I
- Sankt Hubertusorden
- Krysantemumorden
- Storkors av Torn- och svärdsorden
- Storkors av Sankt Olavs orden
- Annunziataorden
- Svarta örns orden
- Kungliga Serafimerorden
- Chakriorden

[Redigera Wikidata]